# Malcoha sombre
Phaenicophaeus tristis
Espèce
Statut de conservation UICN

 LC  : Préoccupation mineure
Synonymes
- Rhopodytes tristis

Le Malcoha sombre  ou grand Malcoha (Rhopodytes tristis) est une espèce de Malcoha, oiseau de la famille des Cuculidae. Cette espèce était précédemment classée dans le genre Rhopodytes.

## Répartition
Son aire de répartition s'étend sur  l'Inde, le Népal, le Bhoutan, le Bangladesh, la Birmanie, la Chine, le Viêt Nam, le Cambodge, le Laos, la Thaïlande, la Malaisie et l'Indonésie.

## Description
Le grand malcoha mesure de 50 à 60 cm et pèse de 100 à 128 g.

## Liste des sous-espèces
- Phaenicophaeus tristis elongatus S. Muller, 1836
- Phaenicophaeus tristis hainanus (Hartert, 1910)
- Phaenicophaeus tristis kangeangensis (Vorderman, 1893)
- Phaenicophaeus tristis longicaudatus Blyth 1841
- Phaenicophaeus tristis saliens (Mayr, 1938)
- Phaenicophaeus tristis tristis (Lesson, 1830)